# Selim Aga
Selim Aga (nacido alrededor de 1826 en el área de Taqali, Sudán, fallecido en diciembre de 1875 en Liberia), fue un nativo de Sudán secuestrado por traficantes de esclavos cuando tenía ocho años de edad, llevado a Escocia en 1836, criado y educado como un hombre libre. Escribió una autobiografía de su vida como esclavo, acompañada de su poética Oda a Gran Bretaña, impresa en Aberdeen en 1846. Dio conferencias regularmente en Gran Bretaña sobre temas africanos, y en 1857 partió con William Balfour Baikie para una expedición por el río Níger. Posteriormente acompañó a John Hawley Glover y Richard Francis Burton en sus expediciones africanas. A fines de la década de 1860, se mudó a Liberia, probablemente aspirando a la presidencia; fue asesinado por insurgentes Grebo en 1875. 

## Biografía

### Primeros años
Selim Aga, según su propio relato, nació en el valle de Taqali controlado por un jefe cuyas principales posesiones eran tres pozos. La gente de Taqali practicaba la agricultura primitiva y el pastoreo de ovejas, y su fe combinaba el Islam con la adoración pagana al sol. Selim, el hijo mayor de su familia, preparado por su padre para arar sus propias tierras de cultivo, fue secuestrado por los esclavistas cuando pastoreaba el ganado. Él y sus compañeros prisioneros se vieron obligados a marchar lejos de Taqali, llevados entre numerosas bandas de esclavistas sudaneses, árabes y turcos. Después de seis meses de servicio a un propietario de esclavos excepcionalmente vicioso, fue tomado por un nuevo propietario (el séptimo) que montó una caravana en dirección a Dongola. Después de una breve estadía allí, Selim fue vendido nuevamente; terminó en un mercado de esclavos en El Cairo. Su noveno amo era un europeo (identificado como el Sr. P en el libro de Selim); su décimo amo fue Robert Thurburn (Sr. RT ), cónsul británico en Alejandría. Sus nuevos propietarios le enseñaron inglés básico, lo llevaron a un recorrido por las Cataratas del Nilo y luego se prepararon para el viaje a Gran Bretaña a través de Malta, Messina, Nápoles y la ruta terrestre al estrecho de Dover. 

### Escocia y Londres
Selim fue puesto bajo custodia del hermano del cónsul Thurburn, John, en Peterculter, cerca de Aberdeen, bautizado, educado en su hogar y en una escuela local. En 1846 publicó la autobiografía Incidents Connected with the Life of Selem, escrito en "inglés idiomático sin defectos"y reeditado en 1850. En 1875, el año de la muerte de Selim, sus memorias publicadas en la Revista Geográfica agitaron al público que no creía que el libro fuera escrito por un africano y no por un caballero británico educado. Richard Francis Burton salió en defensa de su antiguo mayordomo, confirmando que Selim era, de hecho, un africano educado en Escocia y capaz de «(...) brevemente, cualquier cosa (...) me quitó todas las molestias de la vida».
Su vida entre 1846 y 1857 sigue siendo poco documentada, pero se sabe que engendró al menos un hijo con una mujer local. Los descendientes vivos de esta relación se han rastreado en Escocia y los Estados Unidos. Después de abandonar la casa de Peterculter en 1846, Selim resurgió como exponente en Panorama del Nilo en la Gran Exposición de 1851; solicitó a Lord Palmerston que mejorara África, promovió la idea de un ferrocarril transafricano este-oeste para facilitar el comercio y recibió una audiencia en el Ministerio de Asuntos Exteriores.

### Expediciones africanas
En 1857, navegó con William Balfour Baikie en una expedición por el río Níger; fue puesto bajo el mando del teniente John Hawley Glover y acompañó a este último en un peligroso viaje a Lagos para ayudar a los supervivientes de un naufragio. Intentó dirigir la búsqueda y rescate de la expedición desaparecida dirigida por Eduard Vogel, pero fue reemplazado por Baikie. Desde 1860, estuvo al servicio de Richard Francis Burton, quien regularmente elogió la asistencia y experiencia de Selim. 

### Muerte
Selim Aga pasó al menos sus nueve últimos años vida en Liberia. Estaba comprometido en la búsqueda de recursos minerales, inspeccionando el valle del río Cavalla, previamente desconocido. Su llegada a Liberia coincidió con el comienzo de los enfrentamientos entre los africanos nativos del interior y los inmigrantes costeros procedentes de los Estados Unidos. En 1871, el secretario de estado, Edward Wilmot Blyden, fue forzado al exilio, y el presidente, Edward James Roye, fue depuesto por la mafia. Selim fue asesinado cuatro años después, en un momento en que se desempeñó como asistente de cirujano y no estaba involucrado en la política activa. Según un obituario publicado en Liberian Independent el 23 de diciembre de 1875, el líder de la mafia Grebo le dio tiempo para una oración cristiana, luego "le cortó todo el cuerpo, lo decapitó, llevó su cabeza a su pueblo, y lo arrojó con un regalo [una Biblia] en el campo".